# متحور مثير للاهتمام
المتحور المثير للاهتمام (بالإنجليزية: Variant of interest)‏ أو المتحور قيد التحقيق (بالإنجليزية: Variant under investigation)‏؛ مصطلح تُصنّف تحتهِ مجموعة من متحورات فيروس كورونا المرتبط بالمتلازمة التنفسية الحادة الشديدة النوع 2. هذا التصنيف هو الثالث والأخير في سلم التصانيف الخاصة بتحورات كورونا في الولايات المتحدة، والثاني وما قبل الأخير في ذات السلم في المملكة المتحدة والاتحاد الأوروبي، يعلوه درجة تصنيف المتحورات المثيرة للقلق ثم تصنيف المتحورات الوخيمة العواقب (في الولايات المتحدة)، ويعقبه تصنيف المتحورات قيد المراقبة في المملكة المتحدة والاتحاد الأوروبي، والتصنيف الأخير غير مستخدم في الولايات المتحدة. توجد حاليًا مجموعة من المتحورات الموسومة بمثيرة للاهتمام وذلك حسب مراكز السيطرة على الأمراض والوقاية منها، منها: B.1.617.

## سمات المتحور المثير للاهتمام
يُعرّف المتحور المثير للاهتمام، على أنه متحور ذو مؤثرات وراثية مُحدَّدة، ترتبط بطفرات في مجال ربط مستقبلات الفيروس، تُقلِّص نسبة تحييد الفيروس بواسطة الأجسام المضادة المُتولّدة من عدوى أو تطعيمات سابقة، أو تُخفِّض فعالية العلاجات، أو يُحتمل أن تؤثر على دقة التشخيصات المختبرية، أو يُتوقع أن تزيد نسبة العدوى وانتشار الفيروس أو شدة المرض.

### سماته المحتملة
سماته المحتملة:
- مؤشرات وراثية مُحدَّدة يُتوقع أن تؤثر على العدوى أو التشخيص أو العلاج أو التخفي المناعي.
- تأكيدات على أنه سبب في زيادة نسبة حالات الإصابة أو يُؤدي إلى تفشٍ وبائي جديد.
- انتشار محدود أو واسع في عدد من الدول.

## متطلبات
قد يتطلب المتحور المثير للاهتمام عددًا من الإجراءات الوقائية للحفاظ على الصحة العامة، ومن ضمن ذلك، تعزيز إجراءات متابعة المتحور، أو تطوير دقة التشخصيات المختبرية، أو زيادة التحقيقات الوبائية لتقييم مدى سهولة انتشار الفيروس، وشدة المرض، وفعالية العلاجات، وما إذا كانت اللقاحات المُصرح بها حاليًا تقدم الحماية الكافية منه.